# Cystite
 Mise en garde médicale
Une cystite est une inflammation de la vessie. Infection urinaire la plus courante, elle est le plus souvent d'origine bactérienne (colibacilles, naturellement présents dans l'intestin), mais peut aussi être due à un agent toxique : traitement anti-cancéreux ou radiothérapie. C'est une infection fréquente chez la femme, car elle possède un urètre court et une faible distance ano-génitale, ce qui augmente le risque d'infection urinaire. Cette infection peut également toucher les hommes, ils peuvent la transmettre sans le savoir. Il est à noter que les sécrétions de la prostate des hommes contiennent des substances qui ralentissent la multiplication des bactéries dans l’urètre. Il convient de ce fait de toujours s'essuyer d'avant en arrière. Il convient également d'effectuer un test en laboratoire pour les hommes afin de cesser la transmission.
S'il y a risque de complications (femme enceinte, diabète, geste chirurgical), cette infection doit être traitée rapidement pour éviter qu'elle ne se propage vers les circuits rénaux (pyélonéphrite) puis par voie sanguine avec urosepsis mettant la vie en danger.

## Étiologie
- Cystite infectieuse (bactéries intestinales[3] qui sont nombreuses à la marge de l’anus/périnée, bilharziose urinaire, tuberculose urogénitale) ;
- Cystite radique après irradiation du bassin (radiothérapie) ;
- Cystite à champignon, plus rare, mais peut être créée, par exemple, par une vaginite à mycoses où les champignons auraient migré dans l'urètre puis la vessie ;
- Cystite allergène, la réaction allergène créant une irritation de l'urètre qui devient alors propice à l'infection ;
- Cystite de blessure, après, par exemple, l'installation d'un cathéter dans l'urètre, créant alors des lésions propices à l'infection ;
- Cystite d'origine médicamenteuse : signes cliniques de cystite, examens cytobactériologiques sans germe mais avec leucocyturie. Il s'agit notamment de l'acide tiaprofénique et de certains cytotoxiques comme le cyclophosphamide et l'ifosfamide[4] ;
- Cystite à urine claire ou cystite interstitielle, une affection chronique des voies urinaires basses. Elle est extrêmement douloureuse et ses causes sont inconnues. Elle entraîne la dégradation des muqueuses du système urinaire. C’est une maladie insidieuse et dévastatrice de la qualité de vie.

## Diagnostic

### Clinique
Les symptômes sont différents selon la cause de la cystite, le patient (ou la patiente) peut se plaindre de :
- brûlures mictionnelles (douleurs plus ou moins intenses au moment, à la fin ou après le passage de l'urine) ;
- pollakiurie (émission excessivement fréquente d'urine en faible quantité) ;
- impériosité urinaire (besoin d'aller uriner dans l'immédiat, et ce, même s'il n'y a pas d'urine) ;
- tiraillement voire douleurs hypogastriques et du bassin ;
- hématurie (présence de sang dans l'urine) ;
- pyurie (présence de pus dans l'urine) ;

Il n'y a pas de fièvre dans la cystite.
Chez les plus de 65 ans, la cystite serait assez fréquemment associée au delirium ;

#### Cystite compliquée
On parle de cystite compliquée si au moins un des facteurs de risque suivants est retrouvé :
insuffisance rénale, immuno-dépression, grossesse, sexe masculin, sujet âgé,
anomalies organiques ou fonctionnelles de l'arbre urinaire (malformation, acte urologique récent, tumeur, lithiase, résidu post-mictionnel)

#### Cystite récidivante
Elle est définie par 4 épisodes sur une période de 12 mois consécutifs : Il s'agit d'infections survenant en dehors de toute uropathie ou anomalies gynécologiques et l'on retrouve fréquemment : boissons insuffisantes, constipation, mictions rares.

### Examens complémentaires
Le diagnostic est clinique et peut être confirmé par une bandelette urinaire et/ou un examen cytobactériologique des urines détectant :
- une leucocyturie, témoin d'une réaction inflammatoire de l'appareil urinaire ;
- une bactériurie, avec plus de 103 UFC/mL dans les urines prélevées à mi-jet.

## Traitement
Il est important de soigner rapidement une cystite, car l'infection peut se compliquer et atteindre le rein et causer une pyélonéphrite. Une pause de l'activité sexuelle est préconisée afin de faciliter au mieux la guérison.
En mai 2014, la Société de pathologie infectieuse de langue française (SPILF) publie le bon usage des antibiotiques dans le traitement des cystites.
Dans le cas d'une cystite aiguë simple, le traitement de première intention est la Fosfomycine-Trométamol en dose unique. En cas de suspicion d'un Staphylococcus saprophyticus (femme de moins de 30 ans avec absence de nitrites à la bandelette urinaire) il est conseillé de privilégier soit la nitrofurantoine, soit une fluoroquinolone.
Le premier remède à suivre est une hydratation suffisante, facilitant l'élimination des germes de la vessie.

### Classique
Le traitement de la cystite aiguë non récidivante est simple. Il repose sur un traitement antibiotique (qui peut être pris en une seule dose, en une seule fois : « traitement minute »).
Le traitement antibiotique peut être plus long (trois à cinq jours).
Il est impératif de boire au moins deux litres d'eau par jour, pour éliminer au maximum.
Des personnes peuvent avoir du mal à supporter certains antibiotiques et risquent d'avoir des réactions allergiques ou digestives.
Les antiseptiques urinaires sont prescrits en traitement de fond.
Aux États-Unis, dans la plupart des pays anglo-saxons, et au Danemark, l'Hippurate de Méthénamine est couramment prescrite à une dose de 2 ou 3g par jour. Ce médicament, Hiprex, fabriqué par Sanofi, indisponible en France, a une efficacité incertaine.
Lorsque les cystites apparaissent chez une femme n'ayant jamais accouché par voie naturelle, et qu'elles apparaissent après des rapports sexuels, il est possible que les cystites soient liées à la présence de brides hyménéales. En effet, des restes d'hymen peuvent persister dans le vagin et favoriser l'ouverture de l'urètre lors des rapports sexuels, favorisant ainsi la remontée de germes vers la vessie. Le traitement consiste alors en une intervention bénigne : la section des brides hyménéales sous anesthésie locale le plus souvent. Il faut absolument respecter les règles d'hygiène.
Les anti-inflammatoire non stéroïdiens multiplient par 6,5 la survenue d'une pyélonéphrite.
L'utilisation de Canephron (extrait de trois plantes drainantes) associé à la fosfomycine permettrait de réduire de trois à un jour la durée des symptômes[source secondaire souhaitée].

### Phagothérapie
En Géorgie, en Russie et dans certains pays de l'est, la phagothérapie est utilisée couramment  contre les cystites bactériennes. Deux approches sont possibles: soit on administre un cocktail de phages standard disponible en pharmacie et spécifique à la pathologie ou au type de bactérie pathogène, soit on sélectionne et on cultive des phages lytiques pour la bactérie particulière.

### Non médicamenteux
Des traitements à type de phytothérapie peuvent être adaptés pour le traitement de certaines personnes, en complément d'un traitement « classique », sans preuve d'efficacité cependant.
Le plus étudié est la canneberge. L'actualisation des revues systématiques des publications scientifiques par la Collaboration Cochrane ne permet pas de recommander le jus de canneberge pour le traitement des infections urinaires, ni le D-mannose.
Dans une étude rétrospective d'une grande base de données allemande, il n'y avait pas de différences d'efficacité entre la prescription de Canephron et celles d'antibiotiques, et ces derniers étaient même prescrit 40% de moins dans l'année suivant la délivrance des extraits de plantes diurétiques Canephron®.
La lactoférine bovine pourrait avoir des effets importants.
L'efficacité de la médecine traditionnelle chinoise est incertaine.

## Prévention
- Pour les femmes, lors du passage aux toilettes, s'essuyer de l'avant vers l'arrière pour éviter que les bactéries intestinales viennent à l'urètre, et de là remontent pour s'installer dans la vessie.
- Pour les hommes, il convient d'effectuer un test en laboratoire afin de limiter la transmission.
- Avant et après un rapport sexuel, les deux partenaires doivent se laver. Pour la femme, il convient d'user de produits doux afin de ne pas détruire la flore vaginale.
- Il est recommandé d'uriner après chaque rapport.
- Boire beaucoup d'eau[21].
- Lors des mictions, ne pas faire de pause. C'est-à-dire, uriner d'un seul jet jusqu'à la fin. Les pauses lors des mictions favorisent le dépôt des bactéries sur les parois en plus de favoriser un restant d'urine dans la vessie contenant les dites bactéries.

### Cystite d'origine bactérienne
- Boire du jus de canneberge (Vaccinium macrocarpon) diminuerait de 20 % les infections urinaires[22],[23]. En effet, ce fruit originaire d'Amérique du Nord est le seul à posséder des molécules (les proanthocyanidines de type A, ou PAC) qui empêchent les bactéries de s'accrocher à la paroi urinaire. L'actualisation en 2023 des revues systématiques des publications scientifiques par la Collaboration Cochrane permet de recommander la canneberge pour la prévention des infections urinaires à répétition sauf chez les personnes âgées, les patients ayant des problèmes de vidange de la vessie et les femmes enceintes[24]. En 2017, l'évaluation de son efficacité par sous groupe avait montré un bénéfice chez les enfants de 2 à 17 ans, les adultes de 36 à 55 ans, après une chirurgie gynécologique et lors de traitement par radiothérapie contre un cancer de la prostate[25] ;
- le D-mannose n'a pas prouvé son efficacité[17] ;
- en 2004, l'Agence française de sécurité sanitaire des aliments (AFSSA) a publié dans un avis : « La consommation quotidienne de 36 mg de PAC contribue à diminuer la fixation de certaines bactéries Escherichia coli sur les parois des voies urinaires. », avis utilisé abusivement par certains d'après cet organisme[26] ;
- L'association de 20mg d'acide hyaluronique, de 200mg de sulfate de chondroïtine, de 200mg curcuma complexés avec des phospholipides de soja et de 200mg de quercétine (ialuril®) permet de réduire de 80% la prescription d'antibiotiques chez des femmes non ménopausées ayant contractées des infections urinaires à répétition l'année écoulée[27] ;
- L'injection intra-vésicale d'acide hyaluronique et de sulfate de chondroïtine permet en moyenne de diminuer la fréquence des infections de deux ou trois épisodes par an[28] ;
- L'association de Xyloglucan, d'hibiscus et de propolis semble également avoir un effet positif[29] ;
- Aux États-Unis, au Royaume Uni et au Danemark, l'Hippurate de Méthénamine est couramment prescrite à une dose de 1g par jour dans un but préventif. Ce médicament, Hiprex, fabriqué par Sanofi, indisponible en France, a une efficacité incertaine[10] ;
- Uro-Vaxom®[30].

### Cystite d'origine allergique
Prévention pour la cystite allergique :
- utilisation de papier hygiénique hypoallergique ;
- ne pas utiliser de parfum pour les parties génitales ou pour les vêtements ;
- dans le cas d'allergies alimentaires dont le symptôme est la cystite, cibler l'aliment responsable des cystites.